# ممر عمان التنموي
ممر عمّان التنموي أو طريق 45 يُطلق عليه أيضًا طريق الـ 100  هو طريق سريع بأربعة مسارب يُشكّل جزءًا من طريق دائري مستقبلي يمتد حول العاصمة الأردنيّة عمّان. أُنشئ عام 2017 شرق المدينة بهدف ربطها بمدن رئيسيّة، وتخفيف ازمة سير السيارات داخل العاصمة وضواحيها، ولإحياء المناطق والقرى الفقيرة المحيطة. يُعتبر هذا الطريق شريان حيويً لحركة النقل في الأردن وأحد أهم الطرق الرئيسيّة في عمّان، حيث نُفِّذ بمعايير دوليّة.
يربط الممرُ الطريقَ الصحراوي قرب مطار الملكة علياء الدولي بطريق الأزرق السريع (طريق 40) باتجاه الحدود العراقيّة، وينتهي بالرصيفة والمنطقة الحرّة بالزرقاء بطول 41 كيلومترًا وبخدمات جانبيّة بطول 50 كيلومترًا، وهذه المسافة هي الجزء المُنفَّذ حاليًا من عدة أجزاء ضمن مشروع يُطلق عليه الطريق الدائري الذي يمتد حول العاصمة بطول إجمالي يبلغ 116 كيلومترًا ونُفِّذ بثلاثة عطاءات وبتمويل من ثلاثة جهات تمويليّة، وقد بلغت كلفة إنشائه 160 مليون دولار.

## المحاور
يتكوّن مشروع ممر عمّان من ثلاث مراحل، الأولى تصل بين طريق المطار وطريق الماضونة/ مكب الغباوي بطول 18.5 كيلومترًا والثانية تمتد من طريق الماضونة/ مكب الغباوي وحتى أوتستراد الزرقاء (شارع الجيش) بطول 13.5 كيلومترًا والثالثة بطول حوالي 9 كيلومترات داخل مدينة الزرقاء وحولها. يشمل الممر ستة جسور وخمسة أنفاق لخدمة المناطق الرئيسيّة على جانبيّ الطريق، ومن أهمها طريق سحاب/ الموقر وطريق الماضونة التي تخدم مركز جمرك عمّان الجديد.
كما يمرّ/ يحاذي الطريق أراضي قرى وتجمّعات سكنيّة تتبع لمحافظة العاصمة مثل الفيصليّة، رجم الشامي، الذهيبة الغربيّة والنقيرة.

## التنفيذ والتمويل
نفّذت وزارة الأشغال العامّة والإسكان الأردنيّة الممر بشراكة مع الشركة الصينيّة العالميّة (الصين) وشركة المجموعة الخامسة (جنوب أفريقيا)، وبالتعاون مع البنك الدولي، بنك الاستثمار الأوروبي والصندوق العربي للإنماء الاقتصادي والاجتماعي بكلفة 160 مليون دولار، حيث أن الجزء الأول من الممر (محور المطار - الماضونة ـ مكب الغباوي) مُموَّل من الصندوق العربي للإنماء الاقتصادي والاجتماعي بقيمة 75 مليون دولار تشمل التنفيذ والاشراف. أما الجزء الثاني (الماضونة ـ مكب الغباوي - أوتستراد الزرقاء) فمُموَّل من البنك الدولي بقيمة 48 مليون دولار لتشمل التنفيذ والإشراف. في حين أن الجزء الثالث كان من تحويلة الزرقاء حول المنطقة الصناعية والتي تربط طريق الحدود السوريّة ووصلة داخل مدينة الزرقاء مُموَّل من البنك الاستثماري الأوروبي بقيمة 52 مليون دولار تشمل التنفيذ والإشراف. كما قدّم صندوق أبوظبي للتنمية 87 مليون دولار منحة للممر.

## معرض الصور

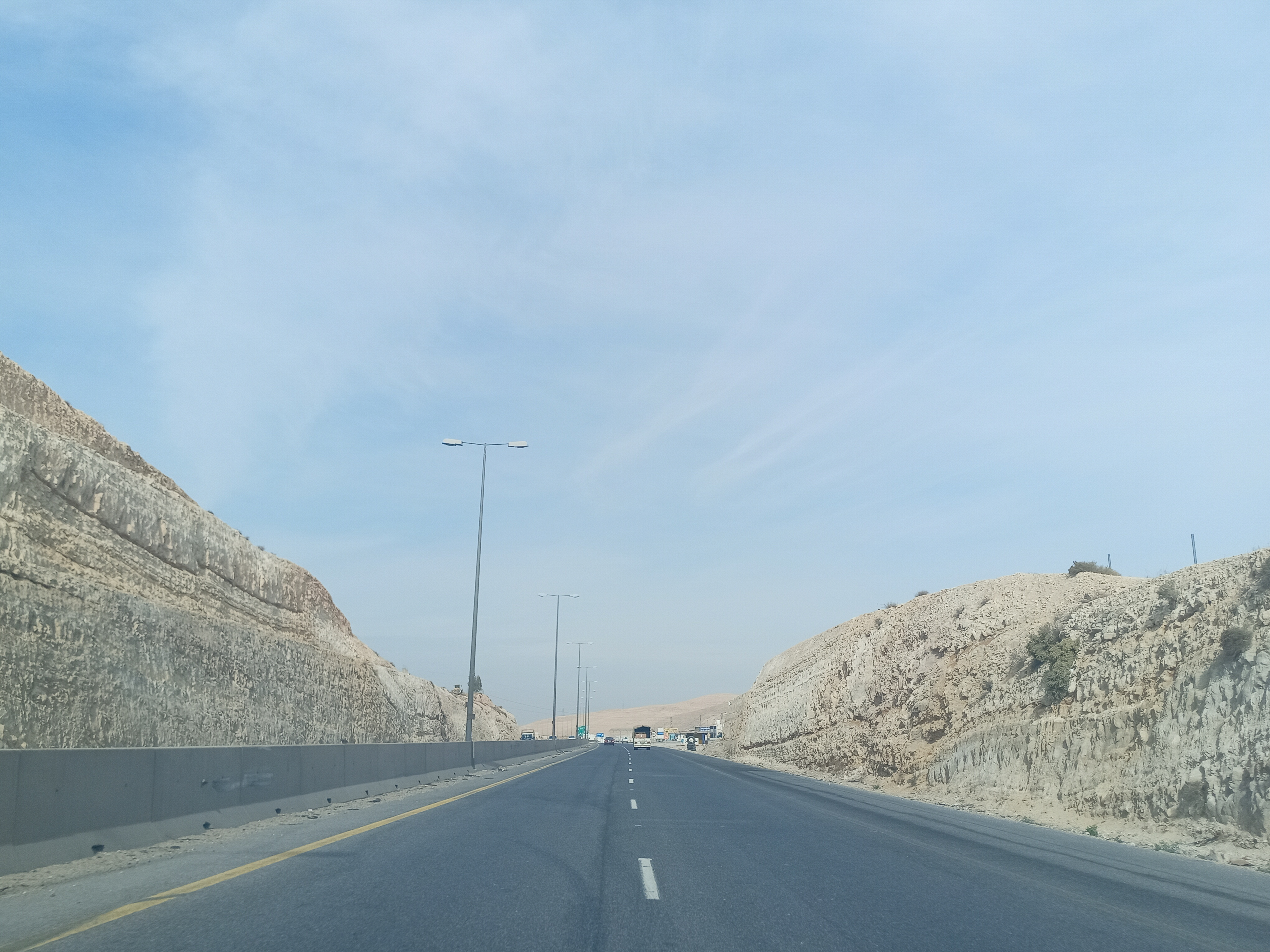
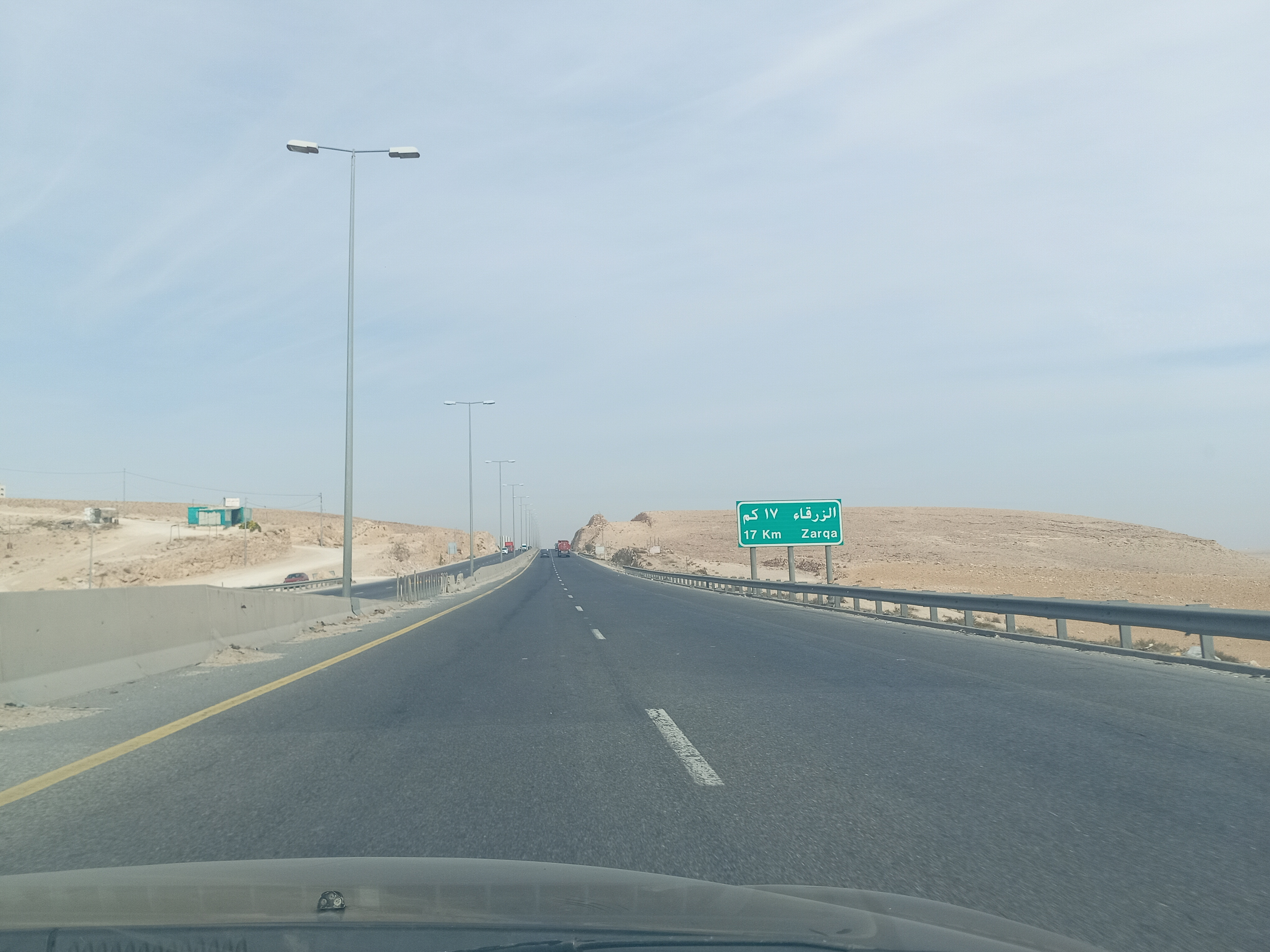
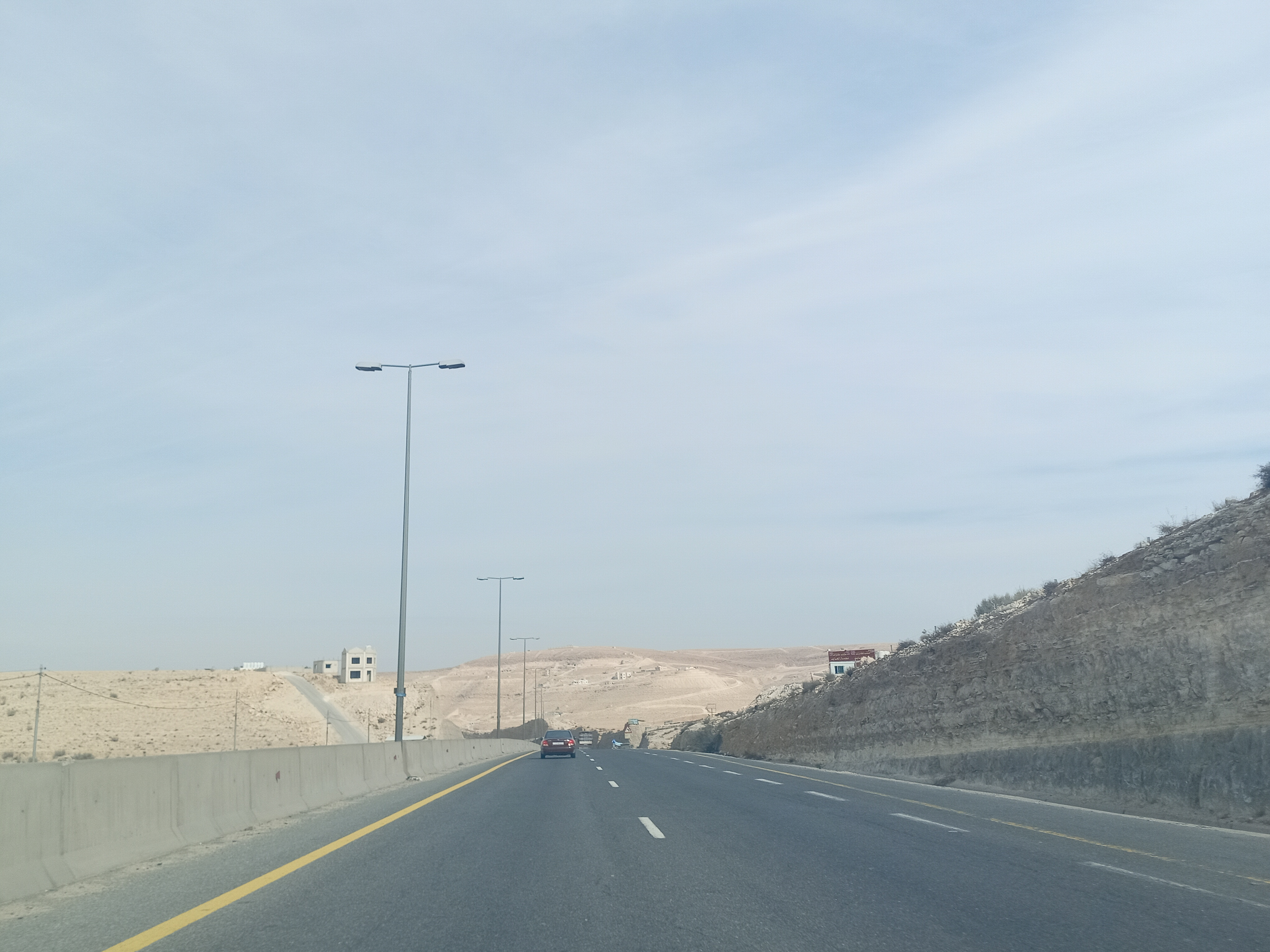
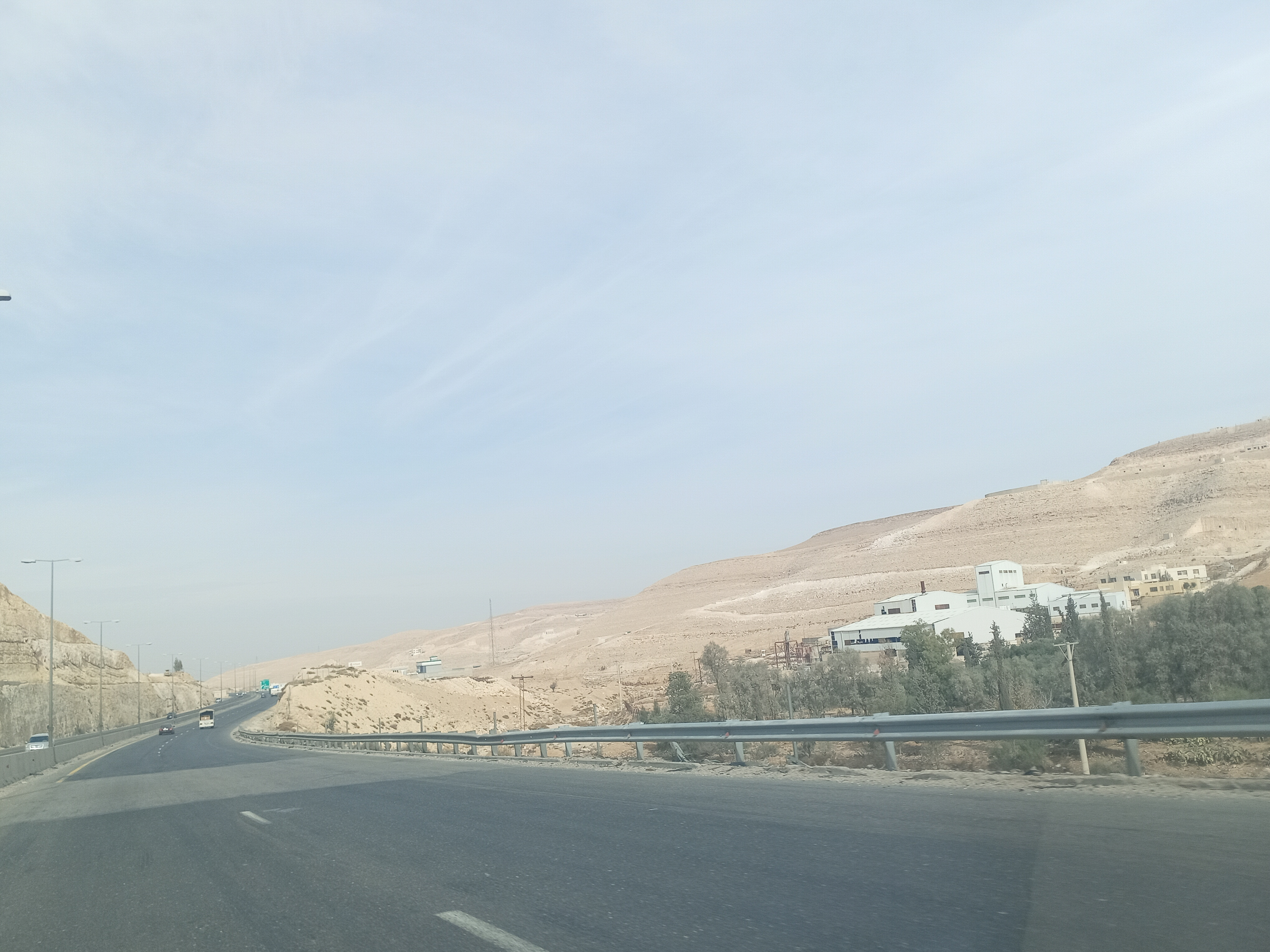
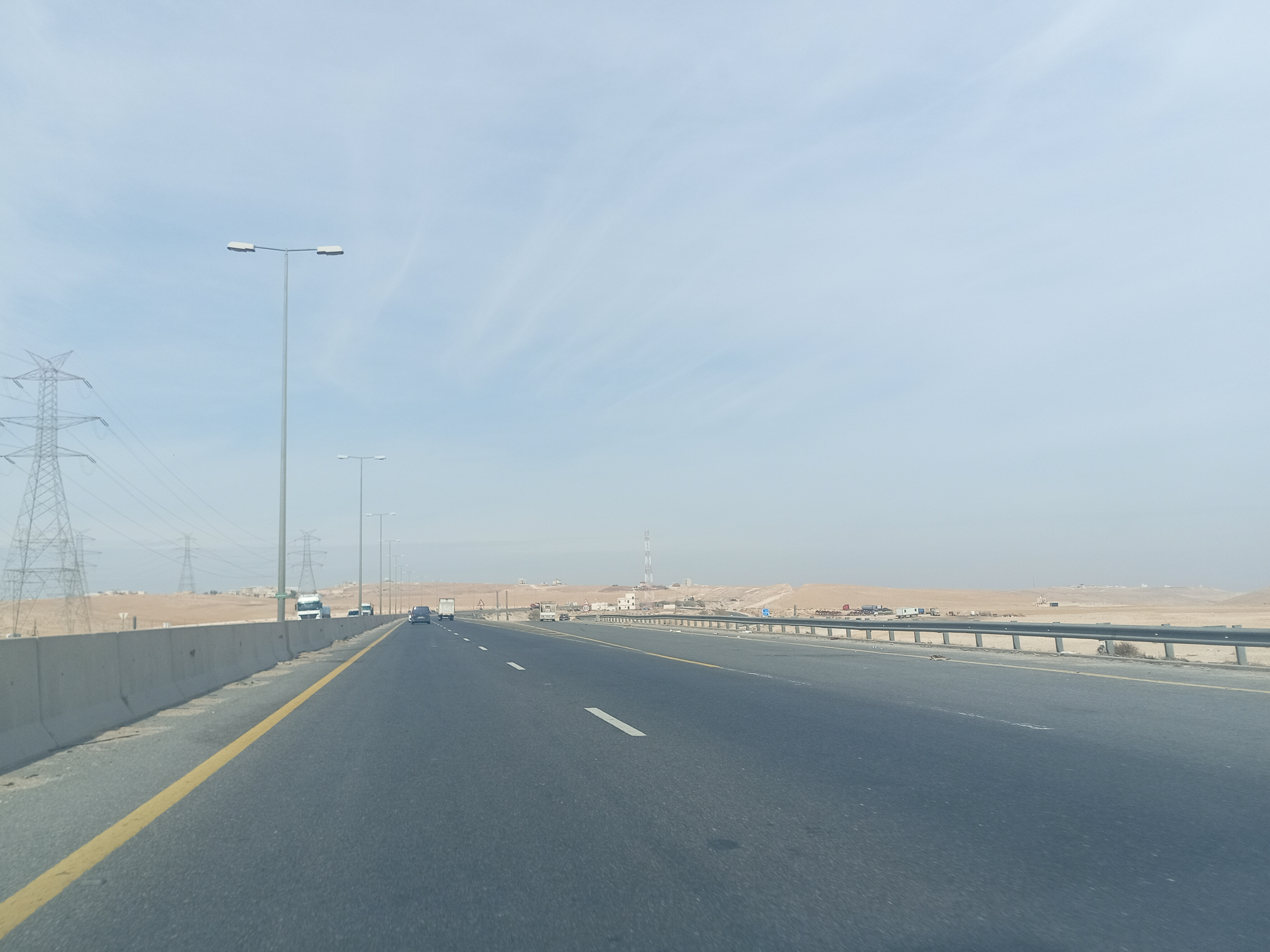
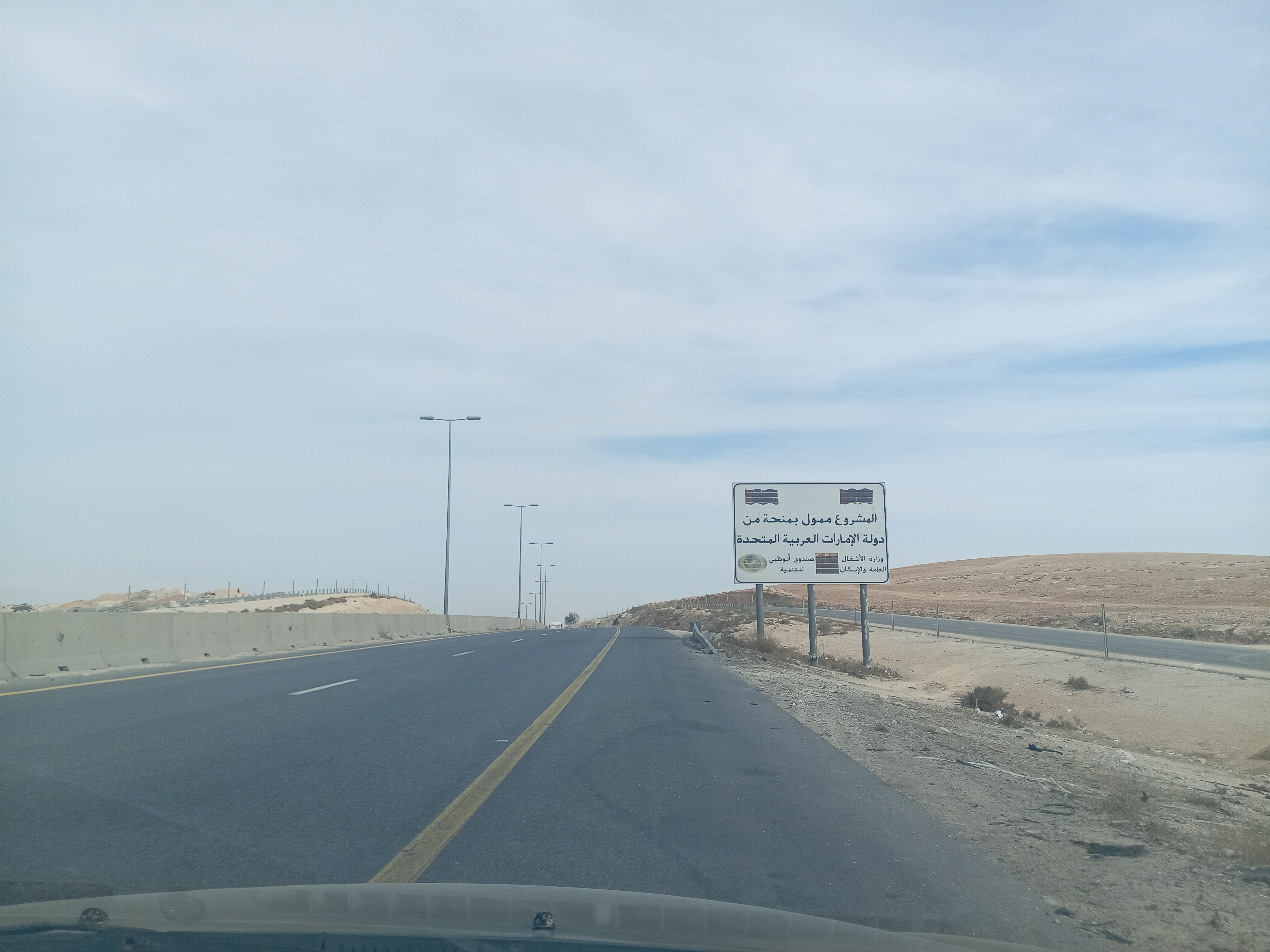
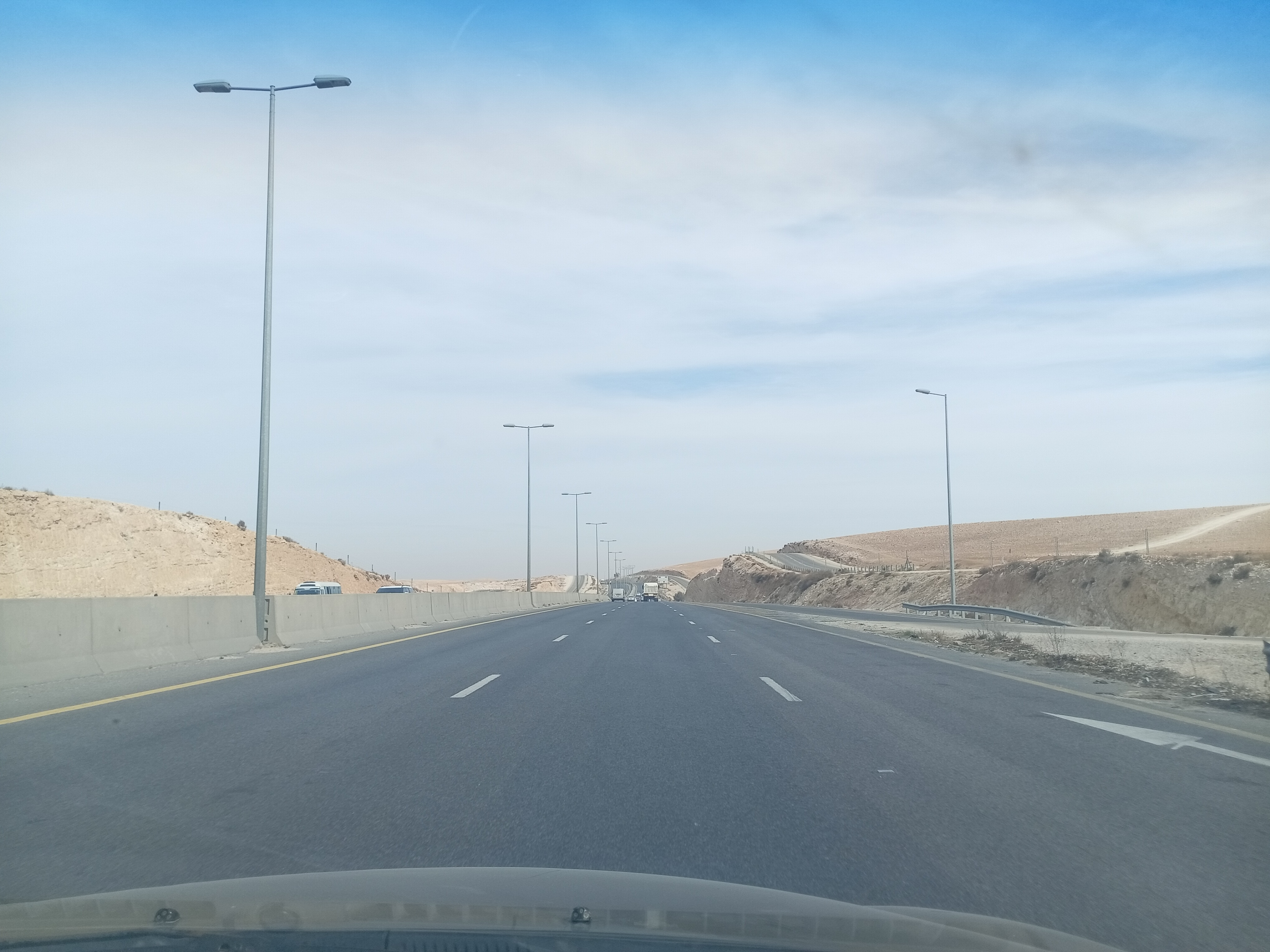
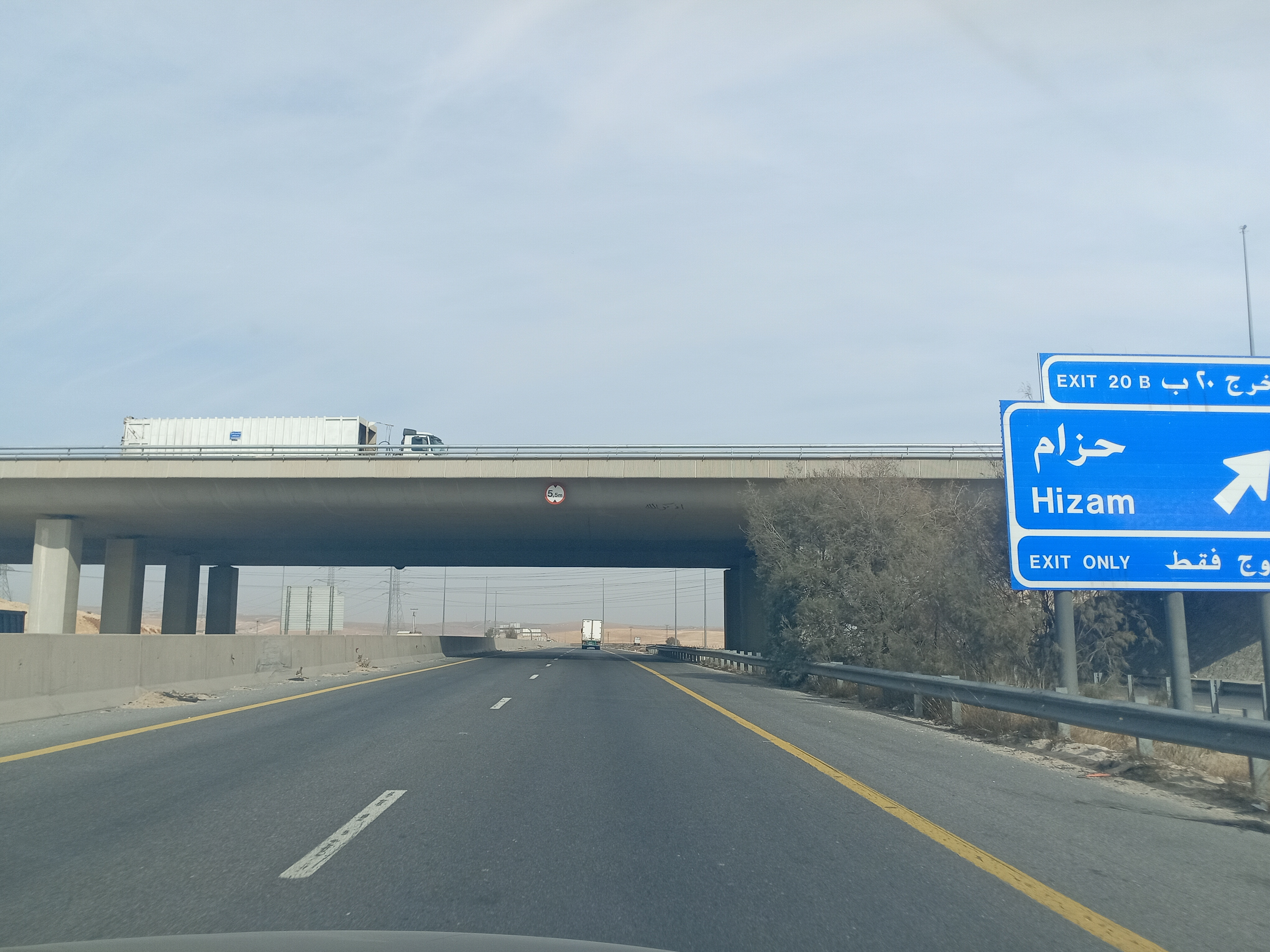
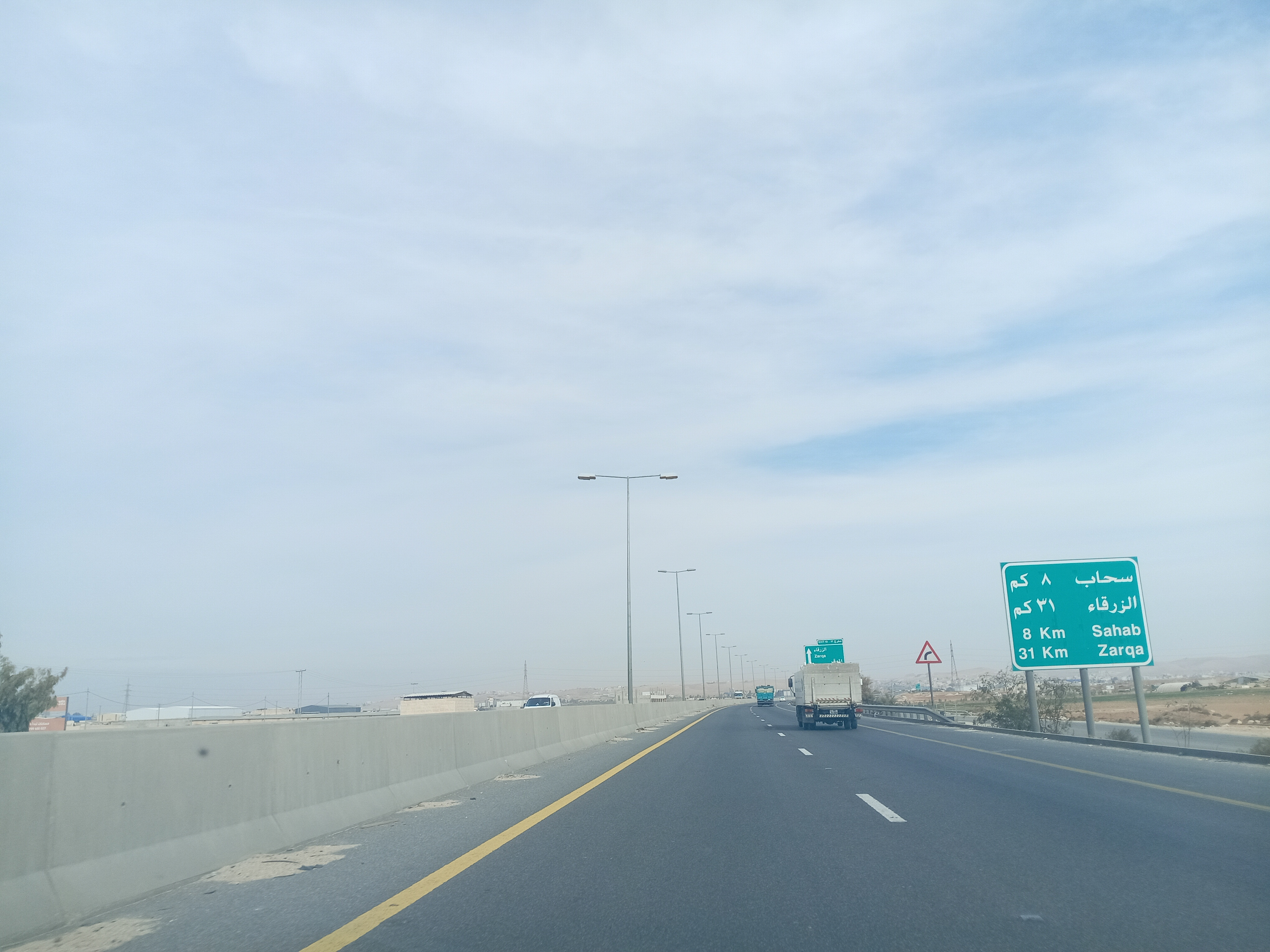
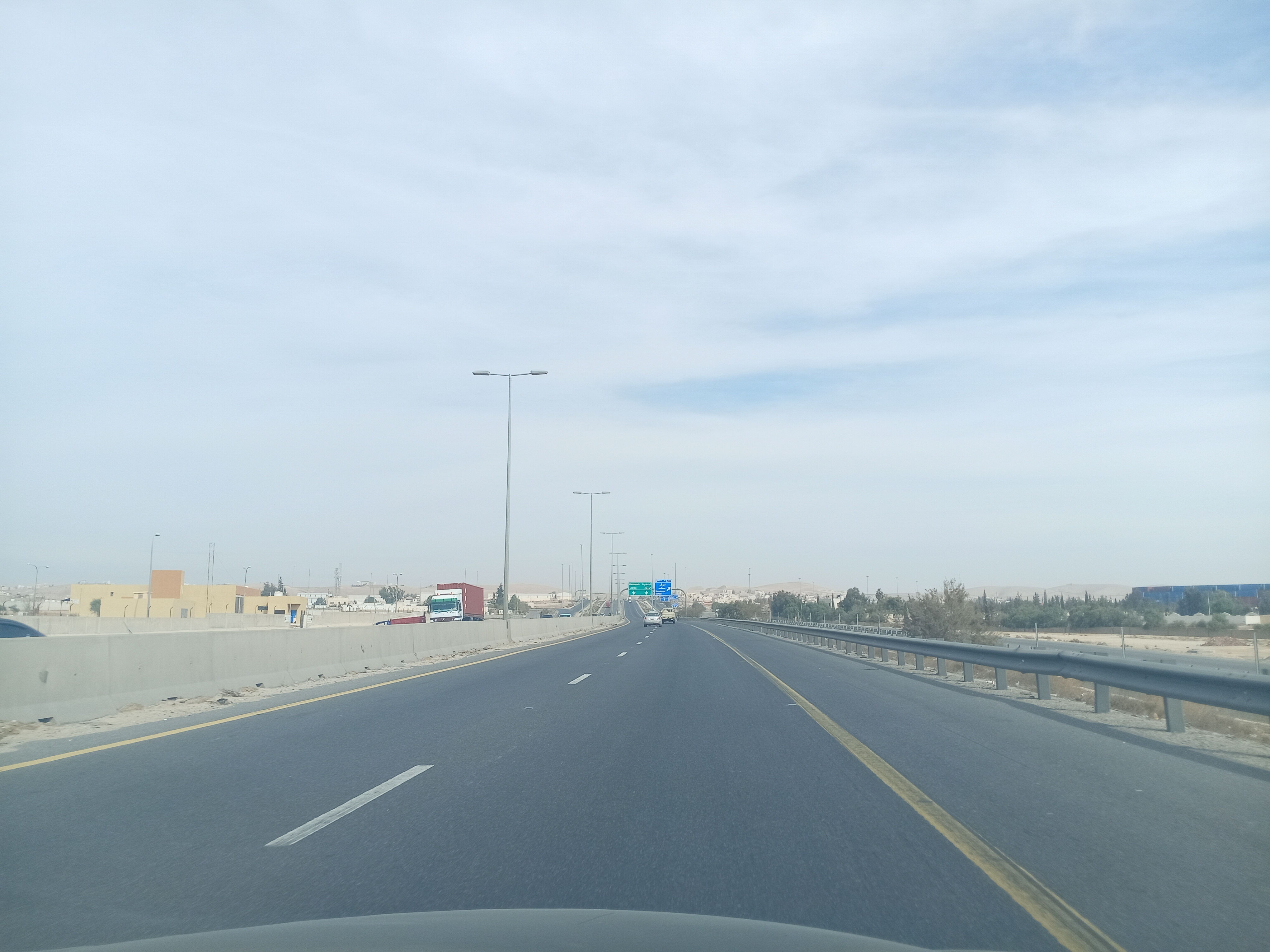
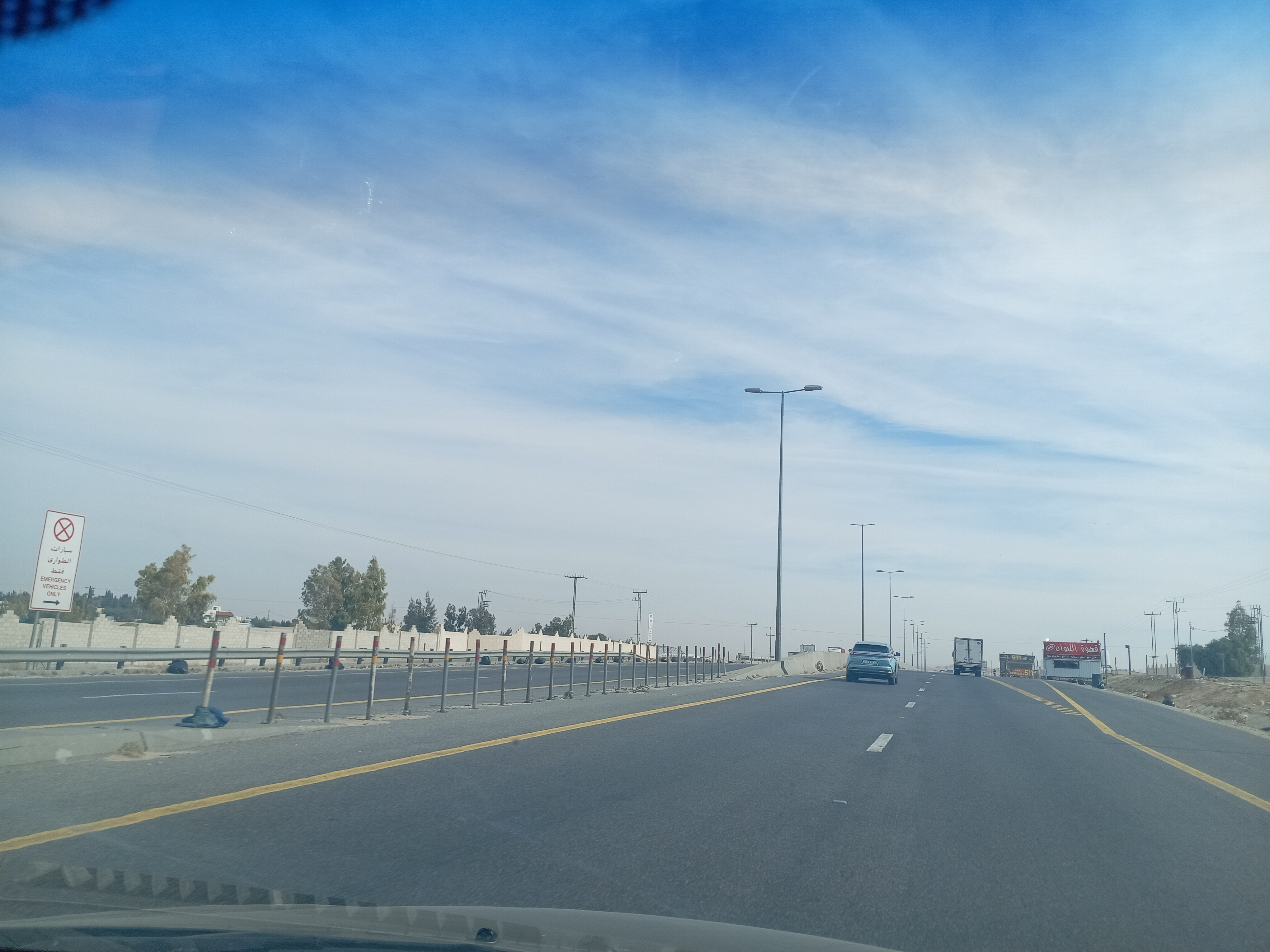
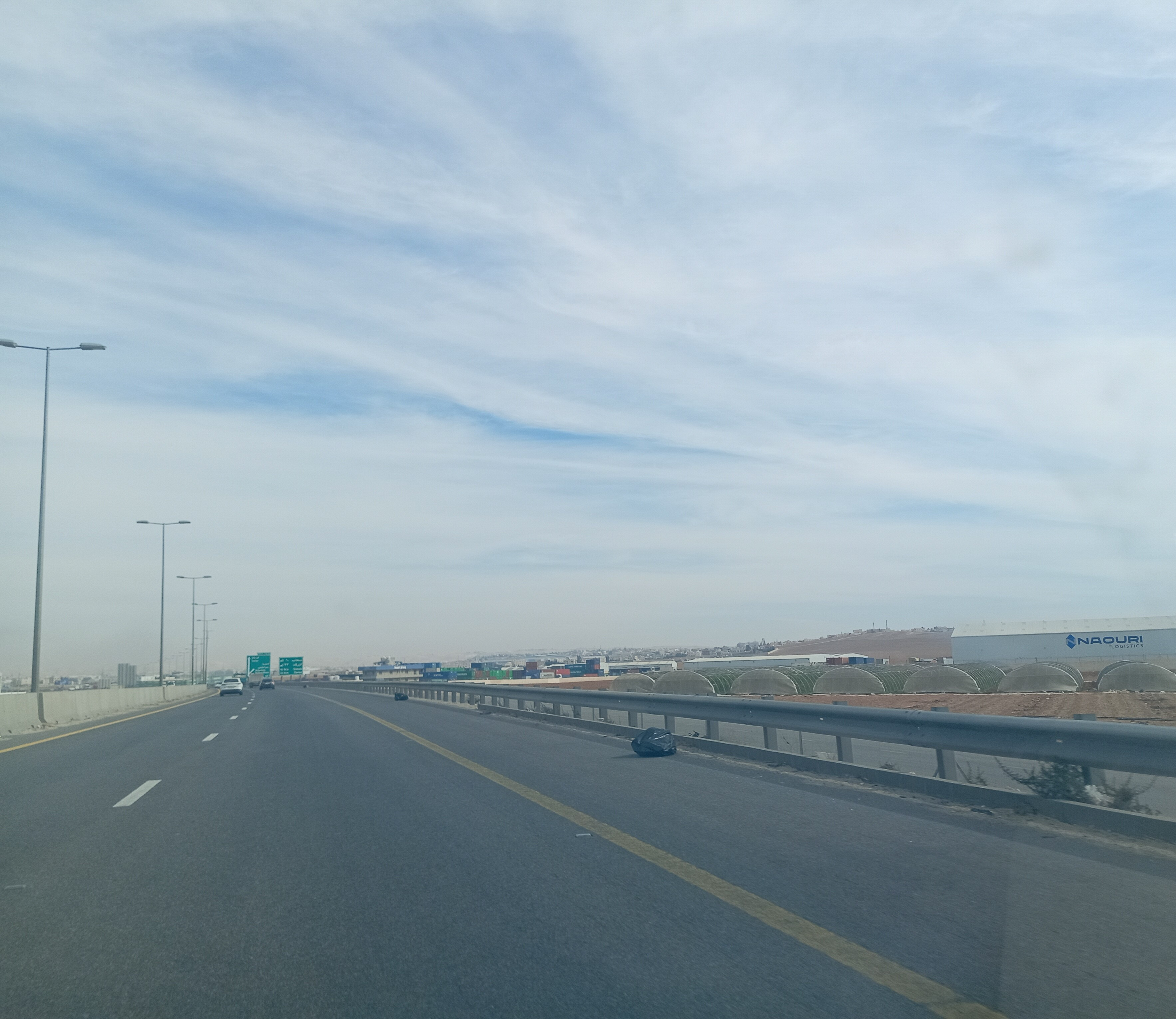
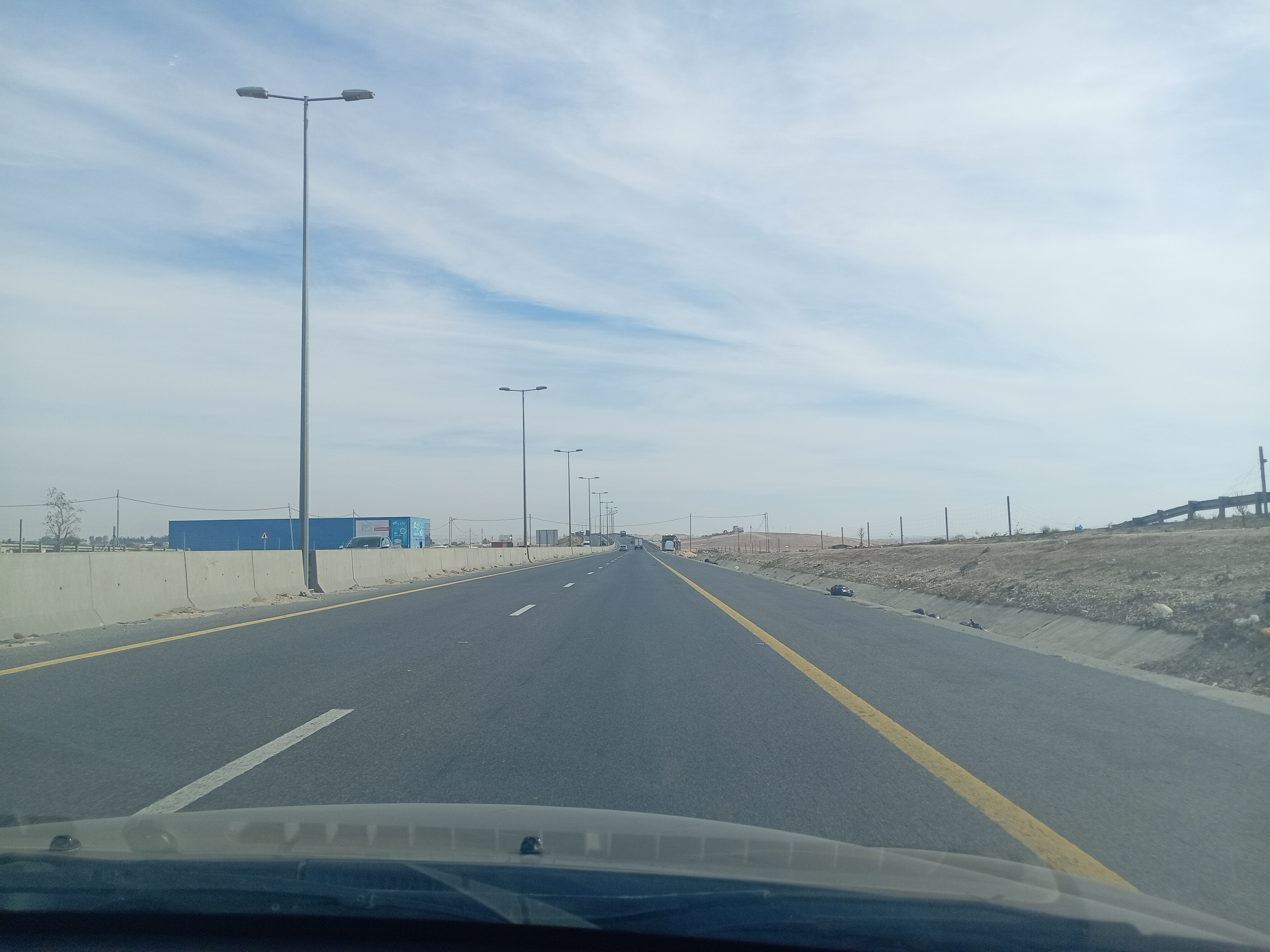
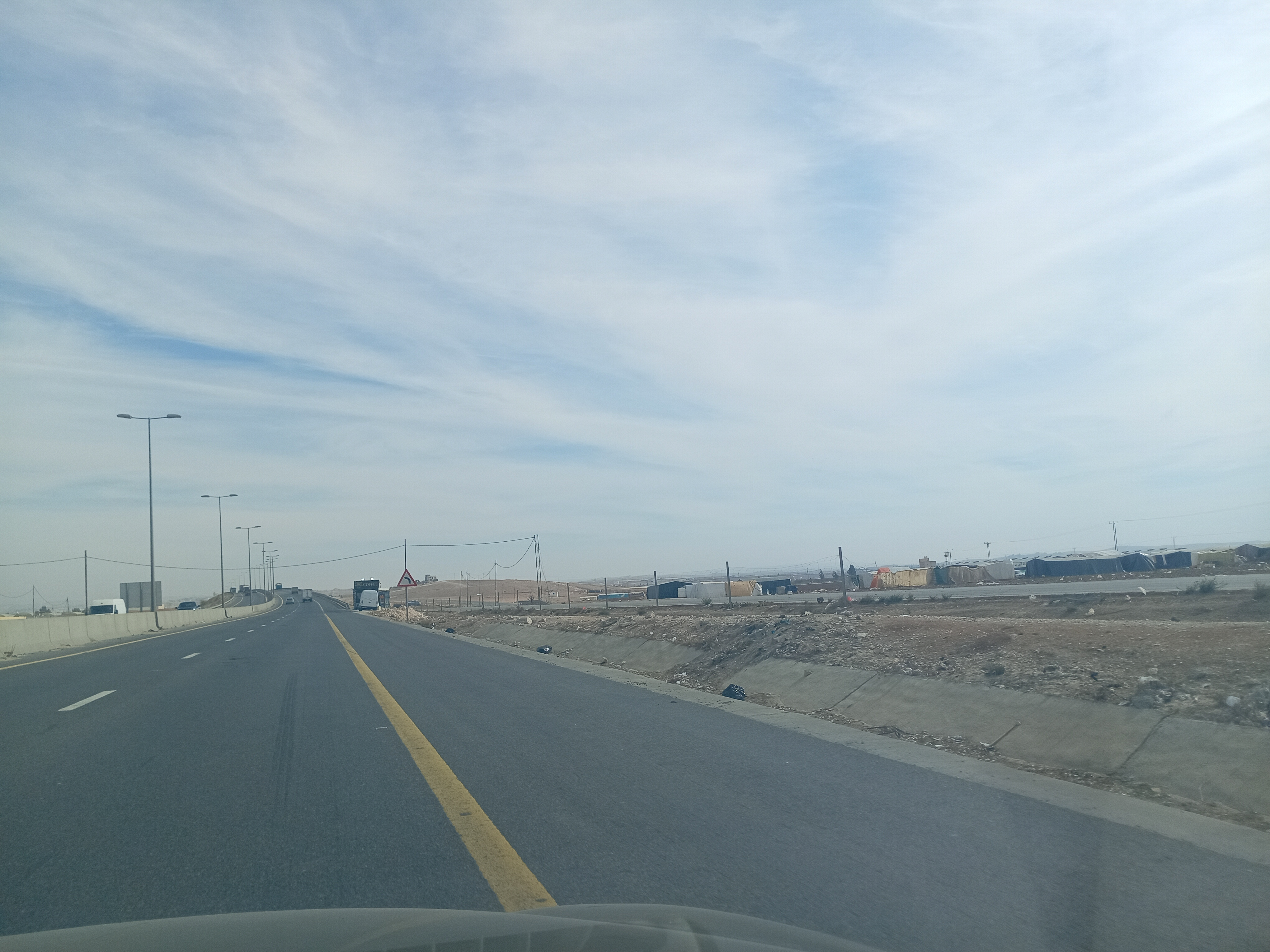
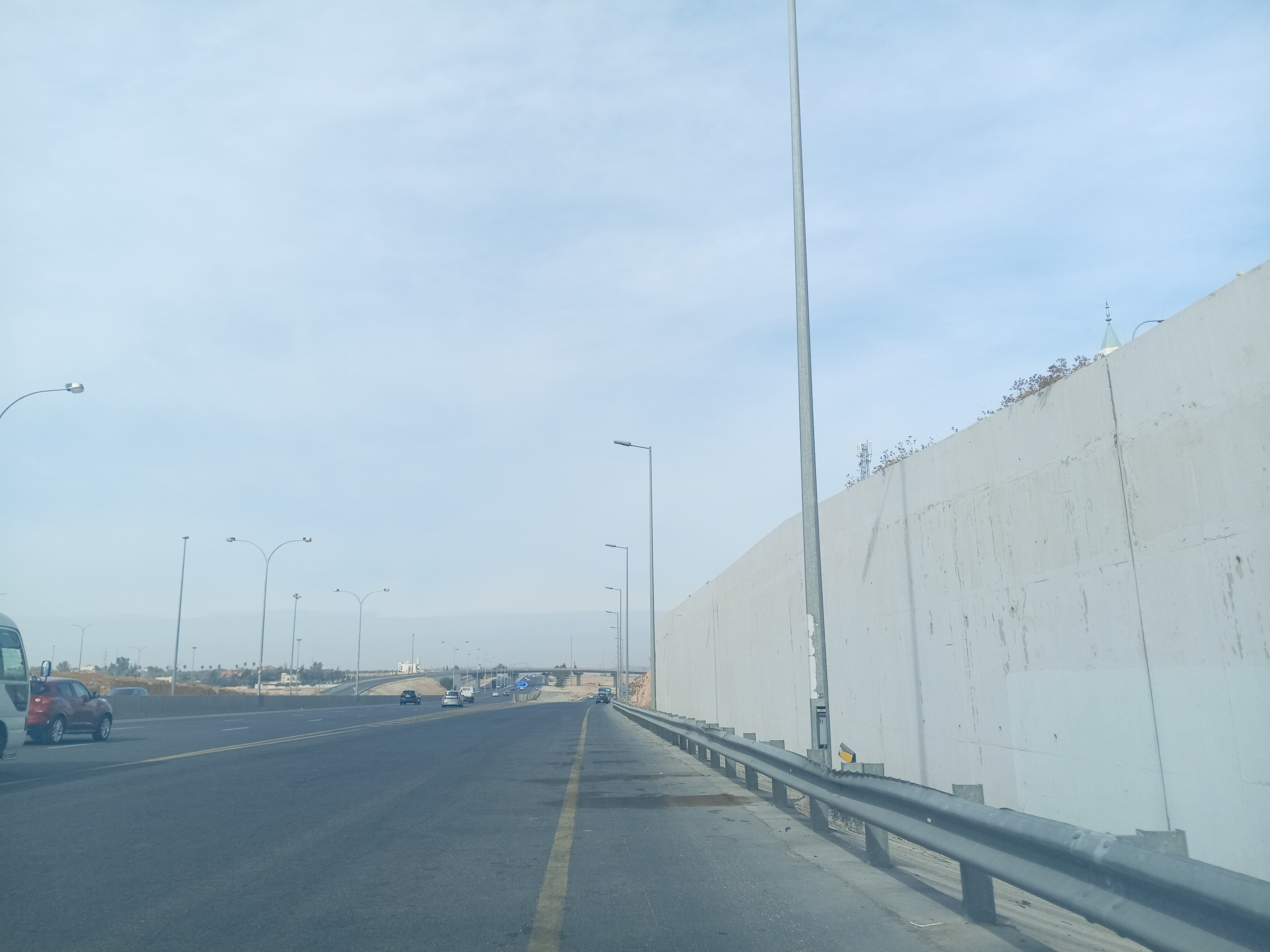
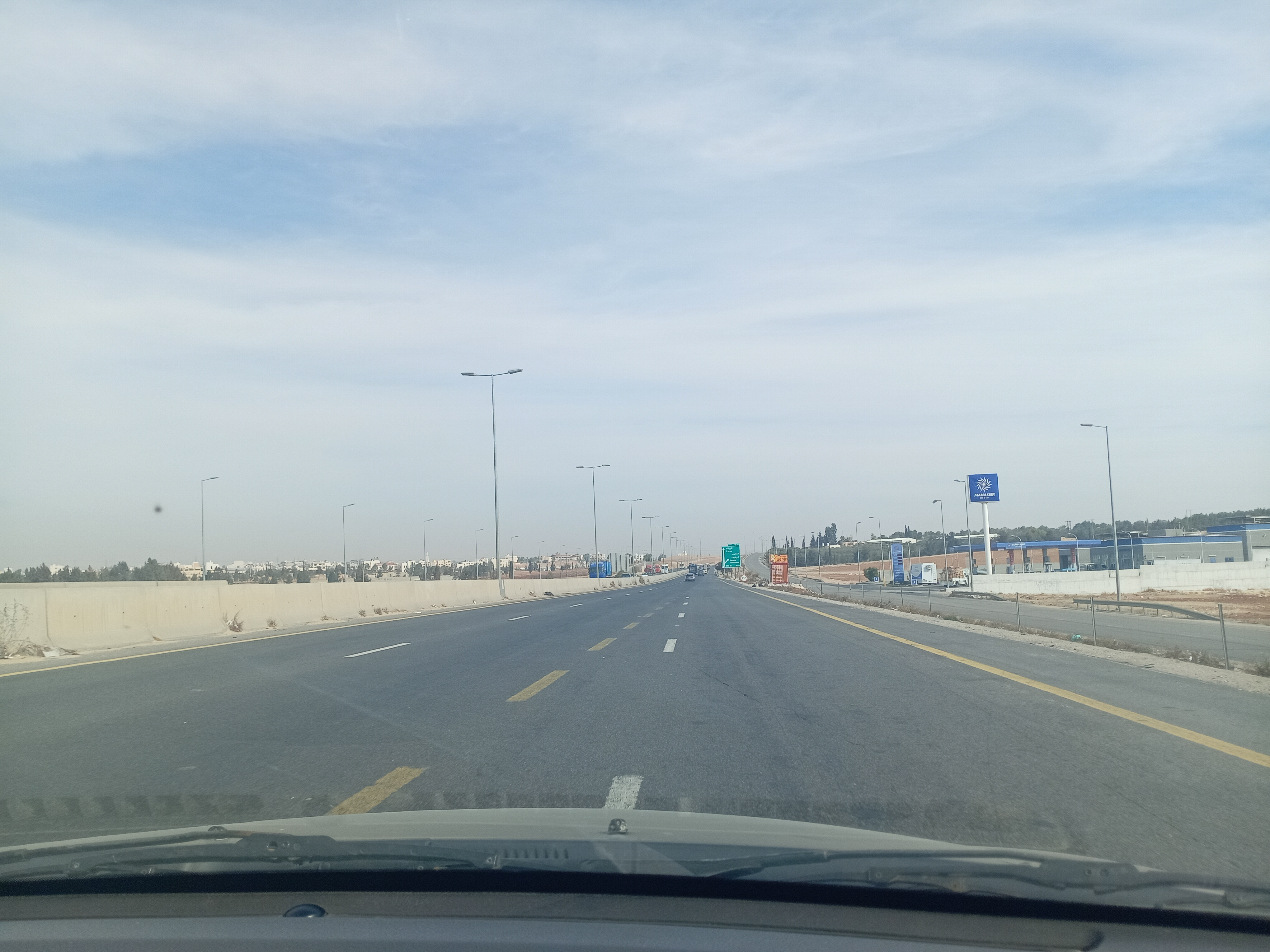
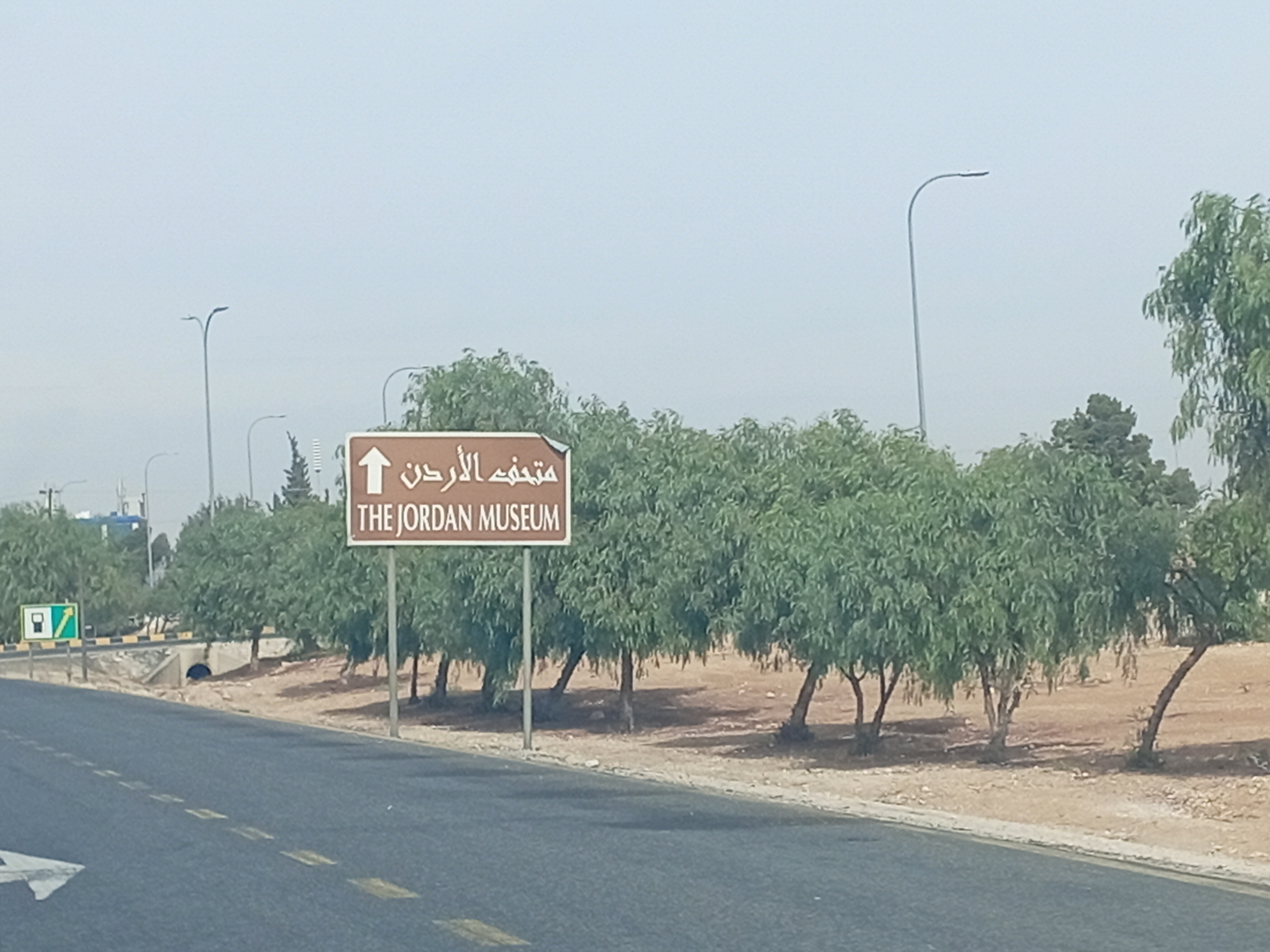
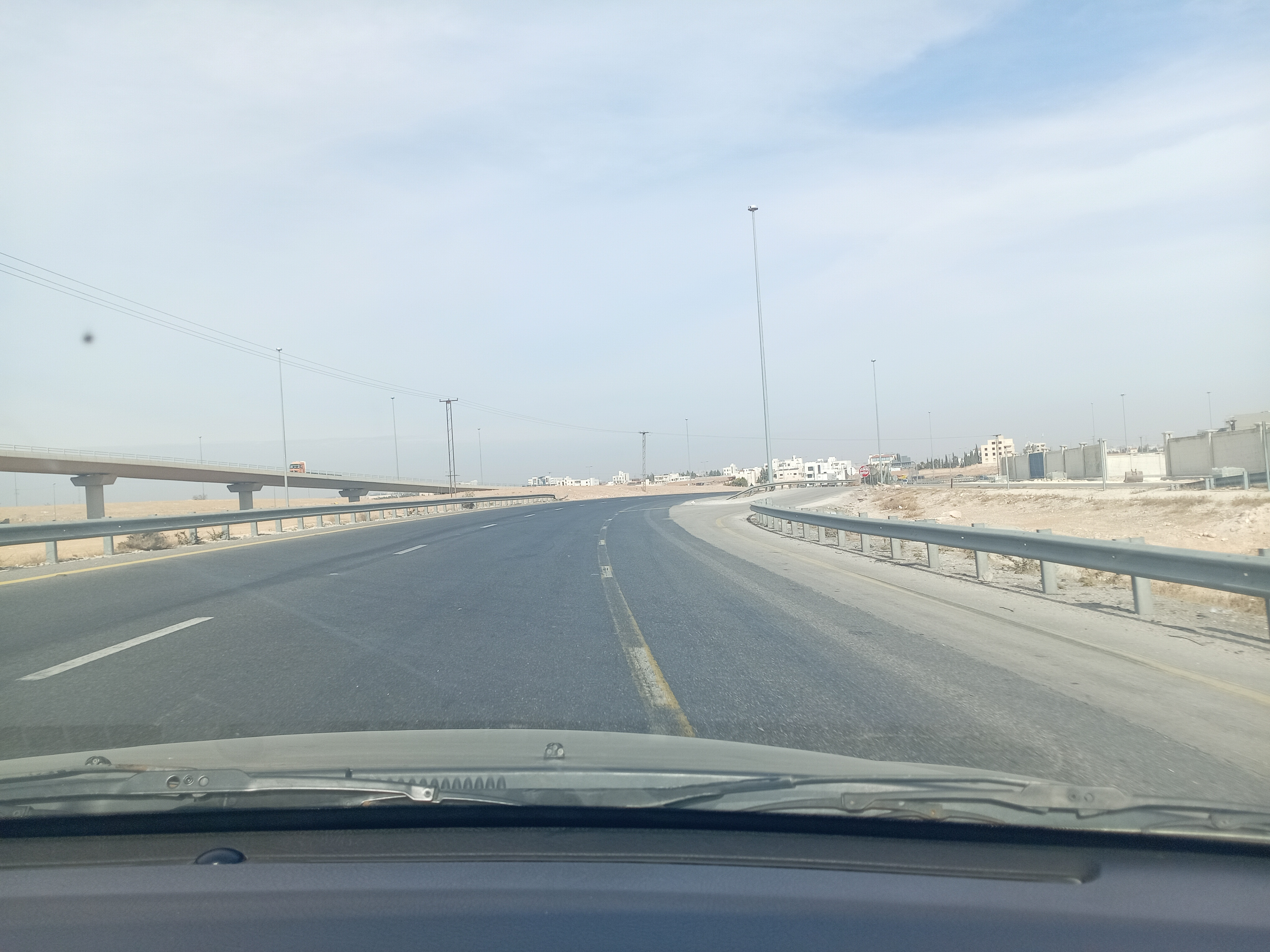
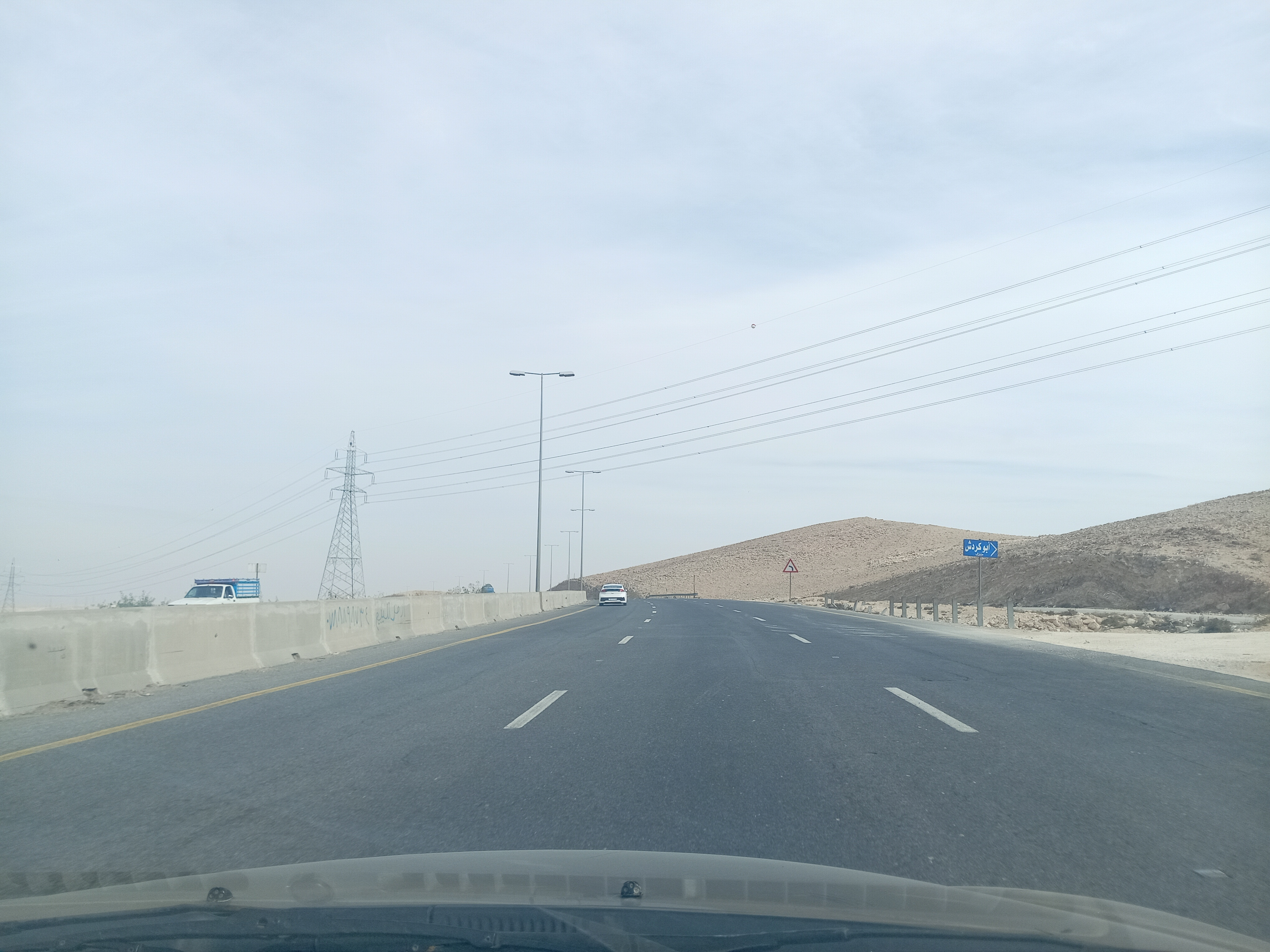
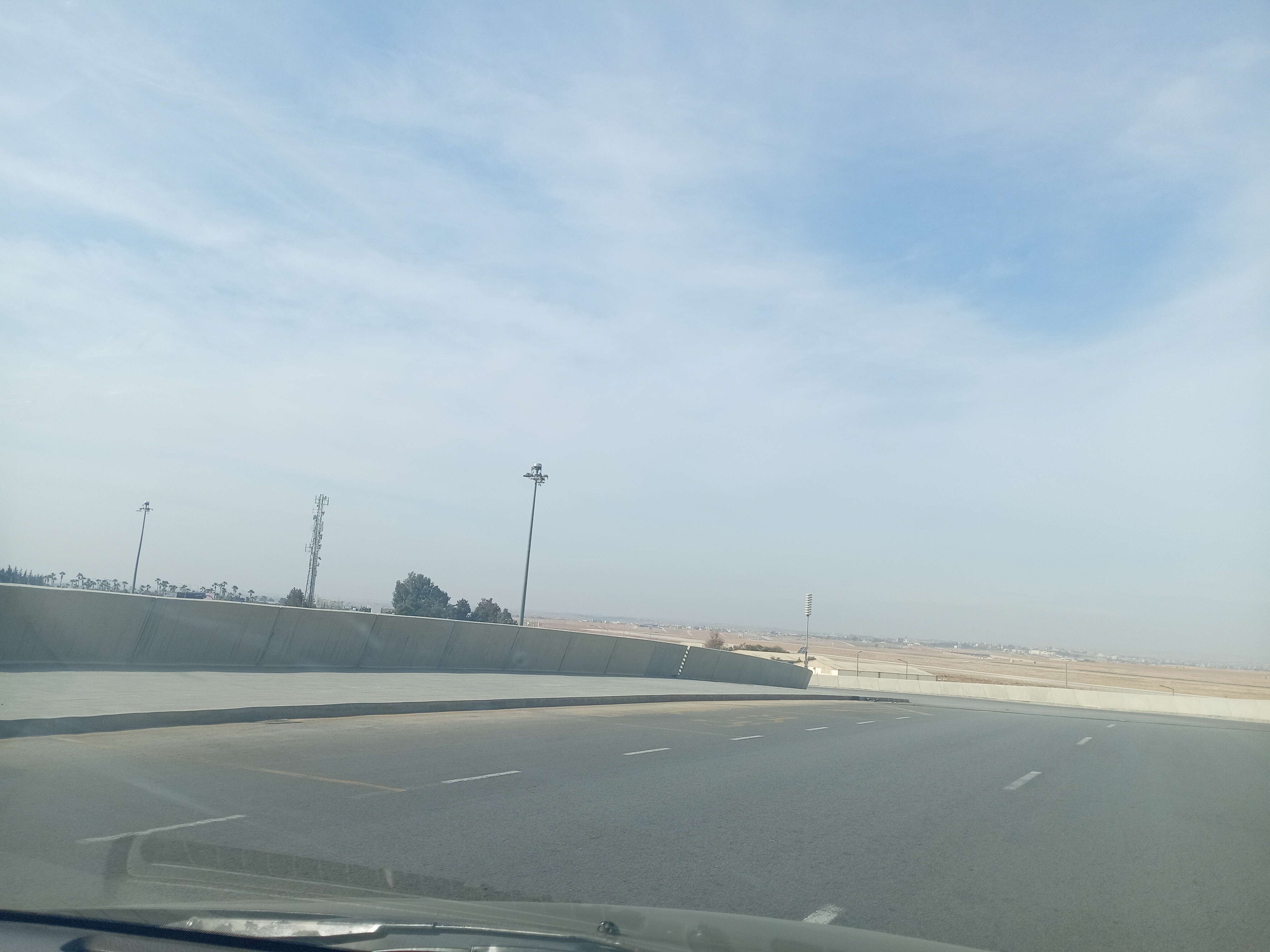

## معالم مهمة
- جامعة الإسراء
- محطة توليد كهرباء شرق عمان
- مقبرة سحاب
- مركز جمرك عمان الجديد
- مكب الغباوي - الماضونة

## وصلات خارجية
- صورة جويّة لطريق عمّان التنموي في شرق عمّان - ويكيمابيا
- تقرير عن افتتاح ممر عمّان التنموي - قناة رؤيا